# Sallie Baliunas
Sallie Louise Baliunas (23 de fevereiro de 1953) é uma astrofísica retirada norte-americana. Anteriormente trabalhou no Centro de astrofísica Harvard-Smithsonian e foi subdirectora do Observatório do Monte Wilson.

## Biografia
Nasceu e cresceu na cidade de Nova York e seus subúrbios. Frequentou escolas públicas na área da cidade de Nova York e num instituto em New Jersey. Recebeu um B.S. em astrofísica pela Universidade Villanova em 1974, e um A.m. e um doutoramento em astrofísica pela Universidade de Harvard em 1975 e 1980. Sua tese de doutoramento foi titulada, Estudos Ópticos e ultravioletas de cromosferas estelares de Lambda Andromedae e outras estrelas de tipo tardio.

## Carreira
Foi originalmente investigadora sócia do Observatório Universitário de Harvard em 1980 e astrofísica no Observatório Astrofísico Smithsoniano do Centro para Astrofísica Harvard–Smithsonian, em 1989.
Também tem sido visitante em Universidade Dartmouth, professora anexa na Universidade Estatal de Tennessee, e subdirectora do Observatório do Monte Wilson de 1991 a 2003.
Tem servido tanto ao conselho consultivo científico como ao conselho de administração do Instituto Marshall, um grupo de estudo conservador (think tank).